# 413e Escadron de transport et sauvetage
Le 413e Escadron de transport et sauvetage est une unité de recherche et sauvetage de l'Aviation royale du Canada basée à la 14e Escadre Greenwood, en Nouvelle-Écosse. L'escadron, qui opère des C-130 Hercules et des CH-149 Cormorants, couvre avec le 103e Escadron de recherche et sauvetage une zone de plus de 4 600 000 km2 qui contient les eaux territoriales et limitrophes du Canada dans l'Océan Atlantique et l'Océan Arctique, l'île de Baffin, les provinces maritimes, et l'est du Québec.

## Histoire
Le 413e Escadron voit le jour en 1941 pendant la deuxième Guerre mondiale à Stranraer, en Écosse, une unité canadienne sous contrôle britannique qui pilotait des hydravions à coque. En 1942, l'escadron déménage au Sri Lanka pour combattre la marine japonaise et effectuer des transports entre l'île et l'Australie. L'escadron est désactivé après la guerre, puis réactivé en 1949 en tant que 413e Escadron de surveillance et transport, basé à Rockliffe Park en Ontario. Pendand un an, l'unité performe notamment des missions de photographie aérienne dans le grand Nord, qui mènent à la création de cartes topographiques toujours en usage aujourd'hui. Elle est désactivée une seconde fois en 1950, puis reformée en 1951 à Bagotville au Québec, comme 413e Escadron de chasseurs toutes-conditions, équipée de chasseurs CF-100 Canuck et déployée notamment à Deux-Ponts en Allemagne de l’Ouest pour le compte de l'OTAN.
Ce n'est qu'en 1968, après la réactivation du 103e Escadron de recherche et sauvetage, que l'unité prend son rôle actuel, équipée de Boeing CH-113 Labrador et d'avions amphibie Albatross. Le 13 juillet 2006, l'unité subit le premier écrasement mortel d'un hélicoptère CH-149 Cormorant lors d'un exercice de nuit à Canso, en Nouvelle-Écosse. Trois membres d'équipage perdent la vie et quatre sont grièvement blessés lors de l'incident.